# День независимости Грузии
День независимости Грузии (груз. დამოუკიდებლობის დღე) — национальный праздник в Грузии, отмечаемый 26 мая в память обретения независимости Грузинской демократической республики в ходе распада бывшей Российской империи в 1918 году.

## История
С начала XIX века Грузия добровольно входила в состав Российской империи. В 1783 году Ираклий II подписал Георгиевский трактат, по которому, сохраняя престол, передавал своё царство под протекторат Российской империи. Россия, со своей стороны, ручалась за сохранение целостности и внутренней автономии Картли-Кахети. В 1801 году российский император Павел I издал манифест о вхождении Картли-Кахетинского царства в состав Российской империи. Десятью годами позже в состав России вошло также Имеретинское царство.
После Октябрьской социалистической революции Грузия наряду с соседними Арменией и Азербайджаном непродолжительное время находилась в составе Закавказской демократической федеративной республики, которая просуществовала чуть больше месяца.
26 мая 1918 года грузинское правительство, которое возглавлял Ной Жордания, провозгласило независимость государства. Независимая Грузинская Демократическая Республика существовала до февраля 1921 года. За это время Грузию как государство де-юре признали 23 государства Европы (Великобритания, Франция, Германия, Италия, РСФСР, Турция), Азии и Латинской Америки (Аргентина и другие). 25 февраля 1921 года отряды грузинских большевиков вместе с частями 11-й армии РККА сбросили меньшевистское правительство Грузии.
Была образована Грузинская ССР, которая 30 декабря 1922 года вошла в Союза ССР, сначала в составе Закавказской Социалистической Федеративной Советской Республики (ЗСФСР), а с 1936 по 1991 год — как союзная республика.
9 апреля 1989 года состоялась специальная операция (Тбилисские события (1989)) по разгону оппозиционного митинга у Дома правительства Грузинской ССР в Тбилиси, осуществлённая в ночь на 9 апреля 1989 года силами внутренних войск МВД СССР и Советской армии.
31 марта 1991 года состоялся референдум о восстановлении государственной независимости Грузии. В референдуме приняло участие 90,5 процентов избирателей, из которых за государственную независимость проголосовало 98,93 процентов. 9 апреля 1991 года основываясь на результатах всенародного референдума Верховный Совет республики принял Акт о восстановлении государственной независимости Грузии, который провозгласил действительными Акт о независимости 1918 года и Конституцию 1921 года. Тогда же была введена должность Президента Республики Грузия.
9 апреля отмечается День восстановления независимости Грузии, которая была получена на основании Акта об объявлении независимости первой Республики Грузии 26 мая 1918 года.

## Празднование
Главный государственный праздник в Грузии отмечается с размахом. По традиции в этот день проходит торжественный военный парад и праздничный концерт. Военный парад проходит по главной улице Тбилиси — проспекту Руставели. По улице идут колонны военных: тысячи военнослужащих всех родов войск. За ними следует более 100 единиц вооружения и военной техники. В небе выполняют фигуры пилотажа самолёты.
Не менее зрелищным является другое мероприятие, которой по традиции проходит в этот день. Это знаменитый фестиваль цветов «Вардобиствэ». В эти дни знаменитый Мост Мира превращается в разноцветную радугу из цветов.
Также торжества проходят в столичном парке Ваке, где собираются ветераны.
В парках проходят детские мероприятия и праздники, а на стадионах — спортивные матчи и соревнования.
Венцом всех праздничных мероприятий является праздничный концерт в исторической части города — в парке Рике.